# 诉说游戏 (2018年)
LCG娱乐公司（英語：LCG Entertainment, Inc.），商業名稱诉说游戏（英語：Telltale Games），是总部设在美国加利福尼亚州马里布的电子游戏开发商。公司于原诉说游戏在2018年10月申请转让，被迫中断及变卖全部资产后成立。LCG娱乐收购了原诉说游戏的大部分知识产权，包括品牌、游戏作品及游戏改编许可，于2019年8月宣布让原诉讼游戏的作品回归。

## 历史

### 成立
原诉说游戏是制作章回体冒险游戏的老牌游戏工作室，初期作品商业成绩平平，到2012年凭借授权作品《行屍》获得成功。《行屍》帮助诉说游戏夺得了其他特许经营作品的改编许可，包括《蝙蝠侠》和《成人童话》漫画系列。
尽管工作室不断迈出前进的步伐，然而2016年之前的时间中，内部矛盾横生，矛盾主要集中在公司追求游戏发行数量，轻视质量，导致制作仓促的作品销量不佳。领导层于2017年发生重大变动，尝试将公司的重心回归到提升质量上，其中《行屍》的最终章被打造成体现这种新转变，而当时公司正在竭力改善财务状况。然而，随着多项重大交易在2018年9月破产，诉讼游戏宣布即时关闭，取消当前所有项目，并于2018年10月申请转让，部分授权作品被知识产权持有方收回。而受到关注的《行屍》游戏被天际娱乐购下，该公司引进了诉说游戏的许多旧员工，在2019年结束前完成了《最终章》。
首席执行官杰米·奥蒂莉（Jamie Ottilie）和首席营收官布赖恩·瓦德尔（Brian Waddle）在2018年12月成立了LCG娱乐。2019年2月，公司开始跟负责诉说游戏财产清算的Sherwood Partners进行谈判，打算购下诉说游戏遗留的许可和作品。谈判过程持续了六个月，由于涉及持有不同知识产权作品版权的多家公司，案件有一定的复杂性。为了确保这次收购，LCG获得了大笔投资，包括樂遊科技及电子游戏业界人物克里斯·金斯利（Chris Kingsley）、莱尔·霍尔（Lyle Hall）和托比亚斯·舍格伦（Tobias Sjögren）。收购于2019年8月完成。
2019年8月28日，LCG公开宣布收购诉说游戏的大部分资产，未来将把商业名称定为诉说游戏。公司计划与乐游科技建立发行伙伴关系，重新上架诉说游戏的目录作品。公司还找回了原诉说游戏的雇员，支持这些工作。随后，公司取得了目前上架游戏的发行支持，获得了Steam等数字分发平台的许可。
消息公布后，部分业界人士表示担忧，其中一派认为新公司应该偿还所有由原诉讼游戏员工带来的债务，或是向全体前员工提出职位；另一派呼吁抵制该公司发行的任何游戏。奥蒂莉强调，他本人与前公司管理层没有任何联系，也没有实现上述要求的财务能力。他表示，公司不能弥补原公司的过失。公司计划，以30至35名员工的规模开始发展，动用自由职业者和外包合同工，直到公司于到2020年底建立起自身的品牌，再进行扩展。奥蒂莉希望批评者能给他们机会：“给我们一些时间摸索，然后再评判我们做的工作，而不是拿我们没有参与或控制的过往史做评判。”为了避免困扰着原公司的问题出现，奥蒂莉表示会确保业务方式可持续发展，不谋求过快发展，以免无法更好地管理成本。新公司希望避免困难时刻环境：“采取有针对性、有条理的增长方式，确保我们能够提供稳定、非紧缩的工作环境。我们从一开始就将会把这个理念融入公司文化中。”他补充，尽管公司保留原公司建立的分章发行模式，但在开发层面会把这样的系列作品看成整部游戏来开发：“如果我们按章节发行游戏，它们会在第一章上架前就全部准备好。”

### 发行
尽管诸如《行尸走肉》和《怪奇物语》等已完成或计划中游戏的授权已经回退给原持有者，新诉讼游戏还是保留了《我们身边的狼》和《蝙蝠侠》授权，以及《谜题侦探》的知识产权。新公司宣布于2019年12月发行两部新作品，将《蝙蝠侠：秘密系谱》和《蝙蝠侠：內敌》捆绑为“阴影版”（Shadows Edition）重新上架。捆绑包除了两部作品，还包括一个全新的仿黑色电影的画面滤镜，同时改善质量。考虑已经有用户拥有游戏，新增滤镜也以可下载内容的形式供付费下载。第二部作品在2019年游戏大奖上宣布，是《我们身边的狼》续集《我们的身边狼2》。虽然原公司此前已计划并开始续作的创作，但由于公司倒闭，所有工作中断。为了恢复续集，新公司中的原公司员工组建了AdHoc工作室，传主游戏的剧情和过场动画，而诉讼游戏负责处理游戏系统及过渡到虚幻引擎的工作